# Antonio Provana di Collegno
Pour les articles homonymes, voir Provana.
Antonio Provana di Collegno, né en 1577 et mort à Turin, le 14 juillet 1640, est un archevêque de Turin de l'extrême fin XVIe siècle et de la première partie du XVIIe siècle, issu de la famille piémontaise de Provana (it).

## Biographie

### Famille
Antonio Provana di Collegno est le fils de Giovanni Francesco Provana, Grand Chancelier du Duc de Savoie, Comte di Bussolino et de Collegno, et de Anna Grimaldi di Carignano. Il est l'oncle maternel de Félix de Savoie, fils naturel, reconnu par celui-ci, du Duc Charles-Emmanuel de Savoie et d'Argentina Provana di Collegno.

### Carrière
Dès 1591, avec son frère Ottavio, il renonce à l'héritage paternel et s'apprête à rentrer dans les ordres. La faveur dont son père jouit auprès du Duc Charles-Emmanuel lui permet d'obtenir le 6 juin 1599, par une bulle du Pape Clément VIII, le titre de prieur commendataire de la Novalaise.
Il étudie le droit à l'Université de Padoue, et c'est dans cette ville qu'il est ordonnée prêtre, le 6 juin 1603. Le 13 avril 1604, il reçoit le grade de docteur en droit à l'Université de Turin.
Le 11 octobre 1605, il est nommé par le Pape Clément VIII, protonotaire apostolique de la cathédrale de Turin. La même année, le Duc Charles-Emmanuel le nomme Conseiller d’État, et l'envoie, en tant qu'Ambassadeur de Savoie, auprès du Sénat de Venise.
Le 20 septembre 1606, après la démission de son frère Ottavio, il ajoute aux bénéfices dont il est commendataire, la Prévôté Sainte-Marie Majeure de Suse et la Prêvoté Sainte-Marie du Mont-Cenis. C'est en qualité de Prévôt commendataire de la première de ces institutions qu'il favorise, en 1615, l'installation à Suse, des Frères Capucins.
Le 1er août 1622, il est promu par le Pape Grégoire XV, Archevêque titulaire de Durazzo et sacré par l'Archevêque de Turin, Philibert Milliet, assisté par Carlo Argentero, évêque de Mondovi, dans la Cathédrale Saint-Jean-Baptiste de Turin, le 17 octobre 1622.
Le 16 août 1626, il assiste, en l'Église Saint-Louis-des-Français de Rome, le cardinal archevêque de Lyon, Denis-Simon de Marquemont et de l'évêque in partibus d'Athènes, Attilio Amalteo (it), Henri de Sponde qui a accepté le siège de Pamiers.
Le 7 janvier 1732, il est transféré, par le Pape Urbain VIII, à l'archevêché de Turin dont il assume solennellement les fonctions le 14 février 1632. Il s'active alors pour faire appliquer dans sa province ecclésiastique les décrets du Concile de Trente et tente de jouer le rôle de médiateur entre la régente Christine de France et ses beaux frères Thomas de Savoie-Carignan et Maurice de Savoie pendant la Guerre Civile Piémontaise. Il meurt le 14 juillet 1640 alors que Turin est assiégée par Thomas de Savoie.